# Kieuk
Kieuk (ký tự: ㅋ; tiếng Hàn Quốc: 키읔, đã Latinh hoá: kieuk) là một phụ âm trong bảng chữ cái hangul của tiếng Hàn. Mã Unicode củaㅋ là U+314B. Theo IPA, âm này đọc là [kʰ] khi là phụ âm đầu và khi là phụ âm cuối đọc là [k] 

## Sử dụng trong văn hóa đại chúng
Trong ngôn ngữ lóng dùng trên mạng xã hội ở Hàn Quốc, ㅋ (viết tắt của 크; keu) thể hiện tiếng cười. Khi ghép lại nhiều âm với nhau có thể hiểu như tiếng cười.